# Chapel Allerton (Somerset)
Chapel Allerton – wieś i civil parish w Anglii, w hrabstwie Somerset, w dystrykcie (unitary authority) Somerset. Leży 30 km na południowy zachód od miasta Bristol i 192 km na zachód od Londynu. W 2011 roku civil parish liczyła 401 mieszkańców.